# Marele Premiu al Principatului Monaco din 2024
Marele Premiu al Principatului Monaco din 2024 (cunoscut oficial ca Formula 1 Grand Prix de Monaco 2024) a fost o cursă auto de Formula 1 ce s-a desfășurat pe 26 mai 2024 pe Circuitul Monaco din Monte Carlo, Monaco. Cursa a fost cea de-a opta etapă a Campionatului Mondial de Formula 1 FIA din 2024. Cursa a fost câștigată de monegascul Charles Leclerc, obținând prima sa victorie acasă, în fața lui Oscar Piastri și a lui Carlos Sainz Jr. care au completat podiumul.
Leclerc a devenit primul pilot monegasc de la Louis Chiron, în 1931, care a câștigat Marele Premiu al țării sale, precum și primul pilot monegasc care a câștigat Marele Premiu al Principatului Monaco ca eveniment al Campionatului Mondial de Formula 1. Marele Premiu a fost, de asemenea, prima cursă din Campionatul Mondial de Formula 1 în care primii zece piloți au ajuns la steagul în carouri în aceeași ordine în care au început cursa.

## Context
Furnizorul de anvelope Pirelli a adus compușii de anvelope C3, C4 și C5 (denumiți duri, medii și, respectiv, moi) pentru ca echipele să le folosească la eveniment.

## Calificări
Calificările au avut loc pe 25 mai 2024, începând cu ora locală 16:00 CEST (UTC+2), ora 17:00 EEST.
| Poz.                  | Nr. | Pilot            | Constructor                  | Timpi calificări | Timpi calificări | Timpi calificări | Grila finală |
| Poz.                  | Nr. | Pilot            | Constructor                  | Q1               | Q2               | Q3               | Grila finală |
| --------------------- | --- | ---------------- | ---------------------------- | ---------------- | ---------------- | ---------------- | ------------ |
| 1                     | 16  | Charles Leclerc  | Ferrari                      | 1:11,584         | 1:10,825         | 1:10,270         | 1            |
| 2                     | 81  | Oscar Piastri    | McLaren-Mercedes             | 1:11,500         | 1:10,756         | 1:10,424         | 2            |
| 3                     | 55  | Carlos Sainz Jr. | Ferrari                      | 1:11,543         | 1:11,075         | 1:10,518         | 3            |
| 4                     | 4   | Lando Norris     | McLaren-Mercedes             | 1:11,760         | 1:10,732         | 1:10,542         | 4            |
| 5                     | 63  | George Russell   | Mercedes                     | 1:11,492         | 1:10,929         | 1:10,543         | 5            |
| 6                     | 1   | Max Verstappen   | Red Bull Racing-Honda RBPT   | 1:11,711         | 1:10,745         | 1:10,567         | 6            |
| 7                     | 44  | Lewis Hamilton   | Mercedes                     | 1:11,528         | 1:11,056         | 1:10,621         | 7            |
| 8                     | 22  | Yuki Tsunoda     | RB-Honda RBPT                | 1:11,852         | 1:11,106         | 1:10,858         | 8            |
| 9                     | 23  | Alexander Albon  | Williams-Mercedes            | 1:11,623         | 1:11,216         | 1:10,948         | 9            |
| 10                    | 10  | Pierre Gasly     | Alpine-Renault               | 1:11,714         | 1:10,896         | 1:11,311         | 10           |
| 11                    | 31  | Esteban Ocon     | Alpine-Renault               | 1:11,887         | 1:11,285         | N/A              | 11           |
| 12                    | 3   | Daniel Ricciardo | RB-Honda RBPT                | 1:11,785         | 1:11,482         | N/A              | 12           |
| 13                    | 18  | Lance Stroll     | Aston Martin Aramco-Mercedes | 1:11,728         | 1:11,563         | N/A              | 13           |
| 14                    | 14  | Fernando Alonso  | Aston Martin Aramco-Mercedes | 1:12,019         | N/A              | N/A              | 14           |
| 15                    | 2   | Logan Sargeant   | Williams-Mercedes            | 1:12,020         | N/A              | N/A              | 15           |
| 16                    | 11  | Sergio Pérez     | Red Bull Racing-Honda RBPT   | 1:12,060         | N/A              | N/A              | 16           |
| 17                    | 77  | Valtteri Bottas  | Kick Sauber-Ferrari          | 1:12,512         | N/A              | N/A              | 17           |
| 18                    | 24  | Zhou Guanyu      | Kick Sauber-Ferrari          | 1:13,028         | N/A              | N/A              | 18           |
| DSC                   | 27  | Nico Hülkenberg  | Haas-Ferrari                 | 1:11,876         | 1:11,440         | N/A              | 19           |
| DSC                   | 20  | Kevin Magnussen  | Haas-Ferrari                 | 1:11,832         | 1:11,725         | N/A              | 20           |
| Regula 107%: 1:16,496 |     |                  |                              |                  |                  |                  |              |
| Sursa:                |     |                  |                              |                  |                  |                  |              |

Note
- ^1 – Nico Hülkenberg și Kevin Magnussen s-au calificat inițial pe locurile 12 și, respectiv, 15, dar au fost descalificați ulterior deoarece s-a constatat că DRS-ul lor nu era conform cu regulamentul tehnic. Acestora li s-a permis să concureze la discreția comisarilor.[5][6][7][8]

## Cursa
Cursa a avut loc pe 26 mai 2024, începând cu ora locală 15:00 CEST (UTC+2), ora 16:00 EEST, și a durat 78 de tururi.
| Poz.                                                               | Nr. | Pilot            | Constructor                  | Tururi | Timp/Abandon | Grilă | Puncte |
| ------------------------------------------------------------------ | --- | ---------------- | ---------------------------- | ------ | ------------ | ----- | ------ |
| 1                                                                  | 16  | Charles Leclerc  | Ferrari                      | 78     | 2:23:15,554  | 1     | 25     |
| 2                                                                  | 81  | Oscar Piastri    | McLaren-Mercedes             | 78     | +7,152       | 2     | 18     |
| 3                                                                  | 55  | Carlos Sainz Jr. | Ferrari                      | 78     | +7,585       | 3     | 15     |
| 4                                                                  | 4   | Lando Norris     | McLaren-Mercedes             | 78     | +8,650       | 4     | 12     |
| 5                                                                  | 63  | George Russell   | Mercedes                     | 78     | +13,309      | 5     | 10     |
| 6                                                                  | 1   | Max Verstappen   | Red Bull Racing-Honda RBPT   | 78     | +13,853      | 6     | 8      |
| 7                                                                  | 44  | Lewis Hamilton   | Mercedes                     | 78     | +14,908      | 7     | 7      |
| 8                                                                  | 22  | Yuki Tsunoda     | RB-Honda RBPT                | 77     | +1 tur       | 8     | 4      |
| 9                                                                  | 23  | Alexander Albon  | Williams-Mercedes            | 77     | +1 tur       | 9     | 2      |
| 10                                                                 | 10  | Pierre Gasly     | Alpine-Renault               | 77     | +1 tur       | 10    | 1      |
| 11                                                                 | 14  | Fernando Alonso  | Aston Martin Aramco-Mercedes | 76     | +2 tururi    | 14    |        |
| 12                                                                 | 3   | Daniel Ricciardo | RB-Honda RBPT                | 76     | +2 tururi    | 12    |        |
| 13                                                                 | 77  | Valtteri Bottas  | Kick Sauber-Ferrari          | 76     | +2 tururi    | 17    |        |
| 14                                                                 | 18  | Lance Stroll     | Aston Martin Aramco-Mercedes | 76     | +2 tururi    | 13    |        |
| 15                                                                 | 2   | Logan Sargeant   | Williams-Mercedes            | 76     | +2 tururi    | 15    |        |
| 16                                                                 | 24  | Zhou Guanyu      | Kick Sauber-Ferrari          | 76     | +2 tururi    | 18    |        |
| Ab                                                                 | 31  | Esteban Ocon     | Alpine-Renault               | 0      | Avarii       | 11    |        |
| Ab                                                                 | 11  | Sergio Pérez     | Red Bull Racing-Honda RBPT   | 0      | Coliziune    | 16    |        |
| Ab                                                                 | 27  | Nico Hülkenberg  | Haas-Ferrari                 | 0      | Coliziune    | 19    |        |
| Ab                                                                 | 20  | Kevin Magnussen  | Haas-Ferrari                 | 0      | Coliziune    | 20    |        |
| Cel mai rapid tur: Lewis Hamilton (Mercedes) – 1:14,165 (turul 63) |     |                  |                              |        |              |       |        |
| Sursa:                                                             |     |                  |                              |        |              |       |        |

Note
- ^1 – Include un punct pentru cel mai rapid tur.[10]

## Clasamentele campionatelor după cursă
|        | Poz. | Pilot            | Pct. |
| ------ | ---- | ---------------- | ---- |
|        | 1    | Max Verstappen   | 169  |
|        | 2    | Charles Leclerc  | 138  |
| 1      | 3    | Lando Norris     | 113  |
| 1      | 4    | Carlos Sainz Jr. | 108  |
| 2      | 5    | Sergio Pérez     | 107  |
| Sursa: |      |                  |      |

|        | Poz. | Constructor                  | Pct. |
| ------ | ---- | ---------------------------- | ---- |
|        | 1    | Red Bull Racing-Honda RBPT   | 276  |
|        | 2    | Ferrari                      | 252  |
|        | 3    | McLaren-Mercedes             | 184  |
|        | 4    | Mercedes                     | 96   |
|        | 5    | Aston Martin Aramco-Mercedes | 44   |
| Sursa: |      |                              |      |

- Notă: Doar primele cinci locuri sunt prezentate în ambele clasamente.